# 蒙特羅斯鎮區 (密歇根州)
蒙特羅斯鎮區（英語：Montrose Township）是位於美國密歇根州傑納西縣的一個特設鎮區。

## 地方資料
蒙特羅斯鎮區的面積為89.650平方千米，當中陸地面積為89.172平方千米，而水域面積為0.478平方千米。根據2020年美國人口普查的數據，當地共有人口6005人，而人口密度為每平方千米66.98人。